# Константинов Володимир Андрійович
Константинов Володимир Андрійович (19 листопада 1956, с. Володимирівка, Слободзейський район, Молдавська РСР) — український колабораціоніст з Росією, бізнесмен, політик. Після початку тимчасової окупації Криму Росією — голова окупаційної Державної ради Криму з 17 березня 2014 року. Секретар кримського відділення путінської партії Єдина Росія з 2014 року.
Голова Верховної ради Криму (2010—2014), колишній голова Комісії асоціації з питань європейської інтеграції, транскордонного та міжрегіонального співробітництва. Почесний професор Кримської національної академії природоохоронного і курортного будівництва. Один з найбагатших жителів Криму, статки якого оцінюють у 150-315 млн $..
Український колаборант з РФ. У березні 2014 звинувачений генпрокуратурою у державній зраді. Згідно з постановою про дострокове припинення повноважень ВР АР Крим з 15 березня 2014 автоматично втратив повноваження голови.

## Життєпис

Країни, де Константинов під санкціями

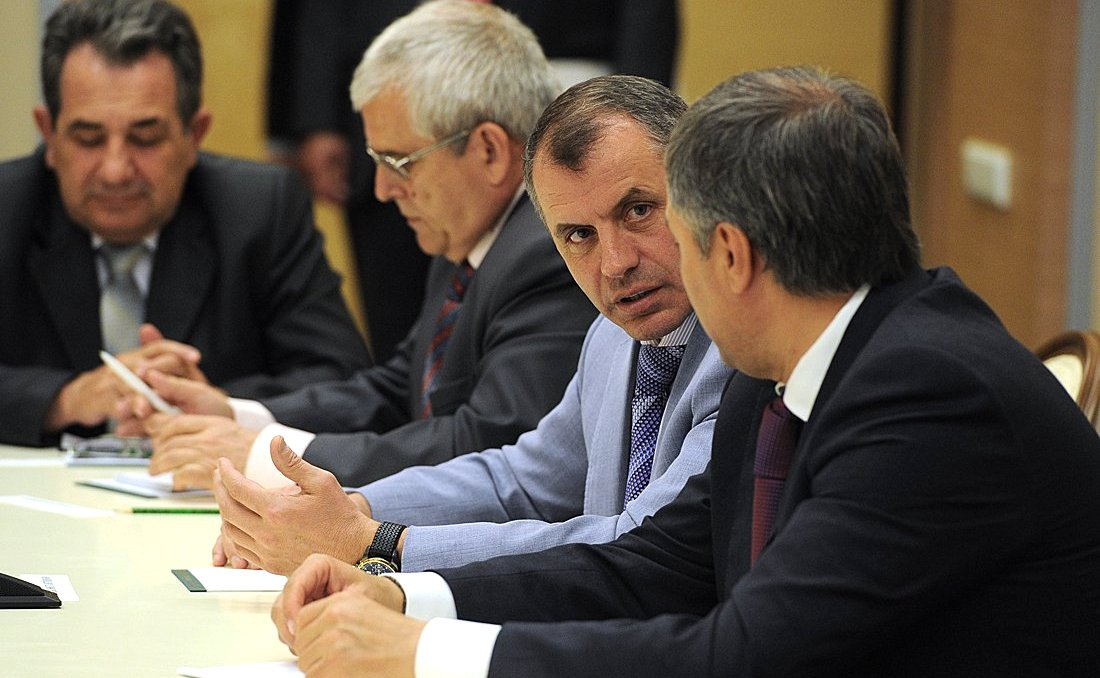
На зустрічі з представниками кримськотатарської громади, 16 травня 2014 року

Народився 19 листопада 1956 у селі Володимирівка, Слободзейського району, Молдавської РСР.
1973—1974 — працював помічником машиніста каменерізної машини Альмінського комбінату будівельних матеріалів тресту «Крымстройд».
Початкову освіту отримав у Научневській загальноосвітній школі, що в Бахчисарайському районі Криму. У вересні 1973 року розпочав трудову діяльність на Альмінському комбінаті будівельних матеріалів тресту «Кримбуддеталь» в Сімферополі помічником машиніста каменерізальної машини. Після навчання у Сімферопольській філії Севастопольського приладобудівного інституту (вересень 1974 року — липень 1979), за спеціальністю «промислове та цивільне будівництво», працював майстром в Кримському ремонтно-будівельному управлінні.
- 1979 рік — майстер Кримського ремонтно-будівельного управління.
- З жовтня 1979 по червень 1981 проходив службу у ЗС СРСР.[8]
- 1981—1982 роки — майстер.
- 1982—1986 роки — виробник робіт.
- 1986—1989 роки — головний інженер.
- 1989—1991 роки — начальник Кримського спеціалізованого ремонтно-будівельного управління тресту «Укррембудматеріали».

З 1981 розпочав роботу на Кримському спеціалізованому ремонтно-будівельному управлінні тресту «Укррембудматеріали». Розпочавши робочий шлях на посаді майстра, згодом став виконавцем робіт, головним інженером і потім начальником підприємства, будучи обраним у відкритому голосуванні.
У 1991 став генеральним директором орендної фірми «Консоль». Через два роки компанію було реорганізовано в ТОВ фірма «Консоль ЛТД» і він був генеральним директором фірми по 1998 рік. Саме у 1998 обраний депутатом Верховної Ради АРК. Пізніше займав посади президента-голови (1998—2001) та Голови правління фірми «Консоль ЛТД» (2001).
Наступною посадою було місце голови корпорації «Укрросбуд», на якому він перебував з грудня 2001 по серпень 2004. З серпня 2004 по 2010 був президентом корпорації.
2004 — брав участь у виборчій кампанії кандидата в президенти Януковича, працював у штабі Партії регіонів під час прламентських виборів 2006 і 2007 років.
2006 — депутат Верховної Ради АРК V скликання від виборчого блоку "Партія регіонів; Партія «Руський блок» — Блок «За Януковича!». Є головою депутатської фракції Верховної Ради Автономної Республіки Крим "Блок «За Януковича».
Будучи обраним у березні 2010 Головою Верховної Ради АРК залишив посаду президента корпорації, вийшов з усіх структур, в яких був засновником, і передав їх в управління.
З квітня 2010 — державний службовець 1-го ранґу.
Головним підсумком дворічної роботи на посаді спікера Константинов вважає «трансформацію в керівництві кримської організації Партії регіонів»:
| Моя роль була в тому, щоб трансформація, яка відбулася в керівництві кримської організації Партії регіонів, кадрове оновлення пройшло більш чи менш безболісно. Я цю роботу виконав.[10] |
У березні 2014 депутат від партії «Батьківщина» Андрій Сенченко повідомив, що підприємства Константинова заборгували банкам великі суми, що дозволило Росії використовувати його як маріонетку у справі тимчасової окупації Криму.
Є почесним професором Кримської національної академії природоохоронного і курортного будівництва.

## Керівник окупаційної влади РФ, Ради Криму

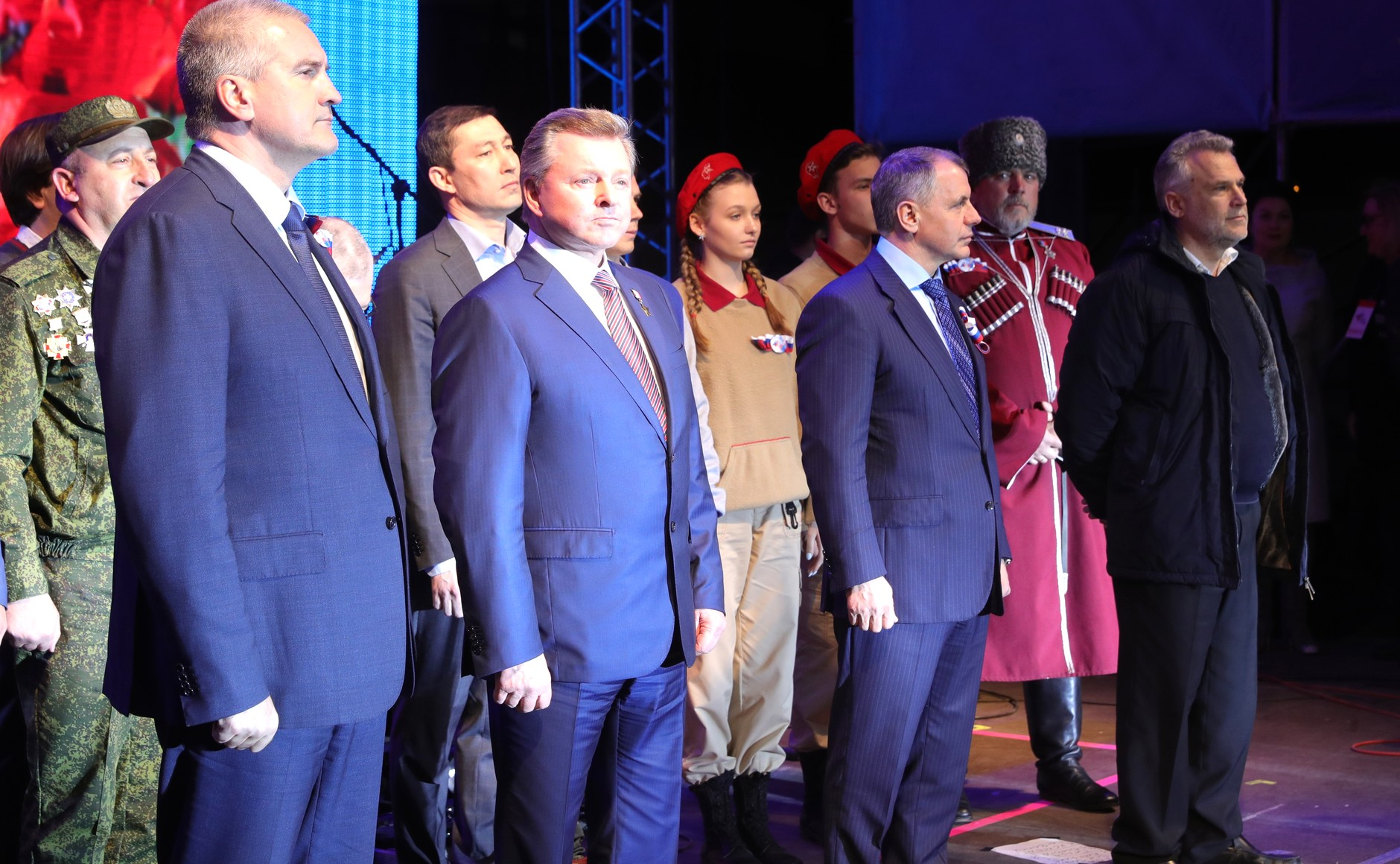
На концерті на честь 5-ліття початку тимчасової окупації, 18 березня 2019 року

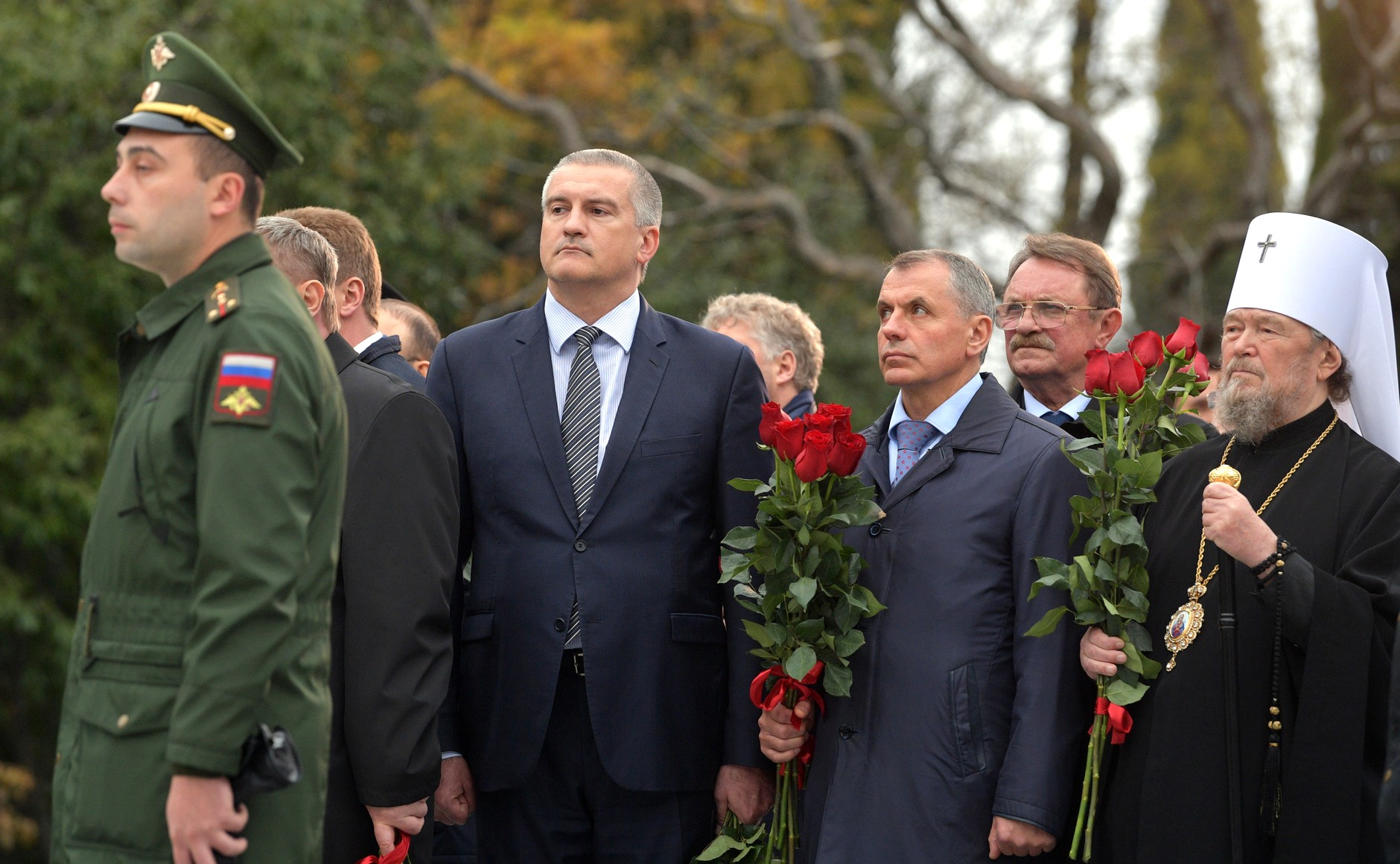
Відкриття пам'ятника Олександру III. Україна, Крим, парк Лівадійського палацу, 18 листопада 2017 року

З 17 березня 2014 року — Голова окупаційної Ради республіки Крим.
18 березня 2014 — підписав договір про «прийняття» Криму в РФ (не визнаний фактично жодною країною світу).
25 березня 2014 — отримав паспорт РФ.
7 квітня 2014 — вступив в «Єдину Росію».
З 17 березня 2014 — голова ради «республіки Крим» перехідного скликання.
З 19 вересня 2014 — голова ради «республіки Крим» першого скликання, обраний її «депутатом».
2018 — під час виборів президента РФ став співголовою кримського штабу Путіна.
25 квітня 2018 — закликав жителів Криму не відвідувати Україну.
5 липня 2018 — підтримав пенсійну реформу про підвищення пенсійного віку
У квітні 2021 року офіційний сайт Кримської єпархії РПЦвУ повідомив, що Володимир Константинов взяв "під особистий патронаж" монастир Святих Косьми і Даміана

## Активи
2011 — журнал «Фокус» поставив Константинова зі статком у 156,6 млн $ на 89-е місце в рейтингу 200 найбагатших людей України. Видання «Кореспондент» оцінив його стати в 207 млн доларів і поставив на 53 сходинку рейтингу «Золота сотня».
2012 — в «Золотій сотні» «Корреспондента» політик зі статком у 45 млн доларів опинився на 98-му місці.
2013 — видання «Фокус» поставило Константинова на 104 місце в рейтингу 200 найбагатших людей України, оцінивши його статки в 118,4 млн $.
У березні 2014 року депутат від Батьківщини Андрій Сенченко повідомив, що Константинов фактично банкрут, а його бізнес-діяльність базувалась на отриманні великих кредитів шахрайським способом.
Матеріали, розміщені у єдиному реєстрі судових рішень, засвідчують що головним кредитором виступає Укрексімбанк — близько півмільярда гривень. Через суд домагаються стягнення боргів також Промінвестбанк, банк «Київська Русь». Сенченко заявляє також, що в Константинова є також кредити в Ощадбанку та ВТБ-банку.

### Нерухомість
У офіційній декларації в графі нерухомості Константинов зазначив:
- спортивно-оздоровчий центр загальною площею 5959 м²,
- квартиру на вул. Гаспринського площею 106,9 м²
- нежитлове приміщення на вул. Садовій в 37 м²
- ще три приміщення на Садовій — 30 м², 39,3 м² і 41,6 м² і одне в п. Науковому — 57 кв.м.
- Не вказаний у декларації і будинок, в якому живе Константинов. Журналісти вважають, він оформлений на дружину.
- В декларації не зазначена дружина Константинова та її власність.

## Скандали
Група інвесторів влітку 2011 звинуватила спікера Верховної Ради АРК в махінаціях. Відповідний лист було направлено на ім'я шеф-редактора видання «Обозреватель».
Під час спілкування з журналістами, відповідаючи на питання з приводу прийняття закону «Про мови», публічно висловив свою неповагу до української мови:
| Нас сьогодні найбільше дратує, що багато міністрів починають звертатися до нас українською мовою. Ми ініціювали створення робочої групи, тому що знову пішло листування [українською мовою], ми знову почали відкочуватися назад.[24] |
| Поки кіно в Сімферополі ми не будемо дивитися російською мовою, нічого доброго не буде.[24] |
Виступаючи на україно-російському форумі «Взаємодія-2012», що проходив у Лівадійському палаці, спікер заявив:
| Російськомовне населення України все ще перебуває в агресивному інформаційному середовищі, що поступово руйнує на рівні масової свідомості нашу загальну історичну пам'ять і традиції... Ми зобов'язані спільними зусиллями... повернути відносини між нашими народами на вищий рівень довіри. Росія має посилити свою освітню й культурну присутність не тільки в Криму. Ми чекаємо активнішої підтримки співвітчизників.[25] |
У жовтні 2012 розпочалась реконструкція будівлі, яка належить Кримській астрофізичній обсерваторії у селищі Наукове. За словами місцевих жителів, будинок викупив саме Константинов, з метою перебудувати його на свій особняк. Спікер ВР АРК заперечив цю інформацію.
Коментуючи ситуацію з протестними акціями у країні виступив із сепаратистськими заявами.

## Державна зрада
Під час збройної агресії Росії 2014 року проти України в Криму деякі проросійські громадські та політичні діячі перейшли на сторону окупаційної російської влади. У зв'язку з чим на початку березня 2014 в. о. генерального прокурора України Олег Махніцький повідомив, що стосовно кількох політиків, у тому числі Константинова, відкрито кримінальні провадження та винесені підозри у скоєні «злочинів проти держави, посягання на територіальну цілісність».
«Прокуратура почала кримінальні провадження щодо всіх порушників закону, їм винесено підозри. Йдеться, зокрема, про правопорушників …. Константинова (спікера парламенту Криму)»

## Нагороди
- «Заслужений будівельник України» (1999)[28]
- «Заслужений будівельник АРК» (1991)
- Почесна грамота Ради міністрів АРК (1999)
- Орден УПЦ МП (1999)
- Почесний знак Міністерства внутрішніх справ України (2000)
- Орден «За заслуги» III ступеня (2001)[29]
- Почесний знак суспільного визнання Міжнародної благодійної організації «Фонд суспільного визнання» (2002)
- Орден «За заслуги» II ступеня (2004)[30]
- Орден «За заслуги» I ступеня (2006)[31]
- Орден князя Ярослава Мудрого V ступеня (2007)[32]
- Орден «За заслуги перед Вітчизною» I ступеня (2014) (окупаційна влада, Росія);
- нагорода Республіки Крим — почесний громадянин Криму (окупаційна влада, 2015);
- Відзнака Ради Республіки Крим (окупаційна влада, 2016).

## Сім'я
Одружений, виховує двох дітей.